# 가장 큰 화산 분화 목록

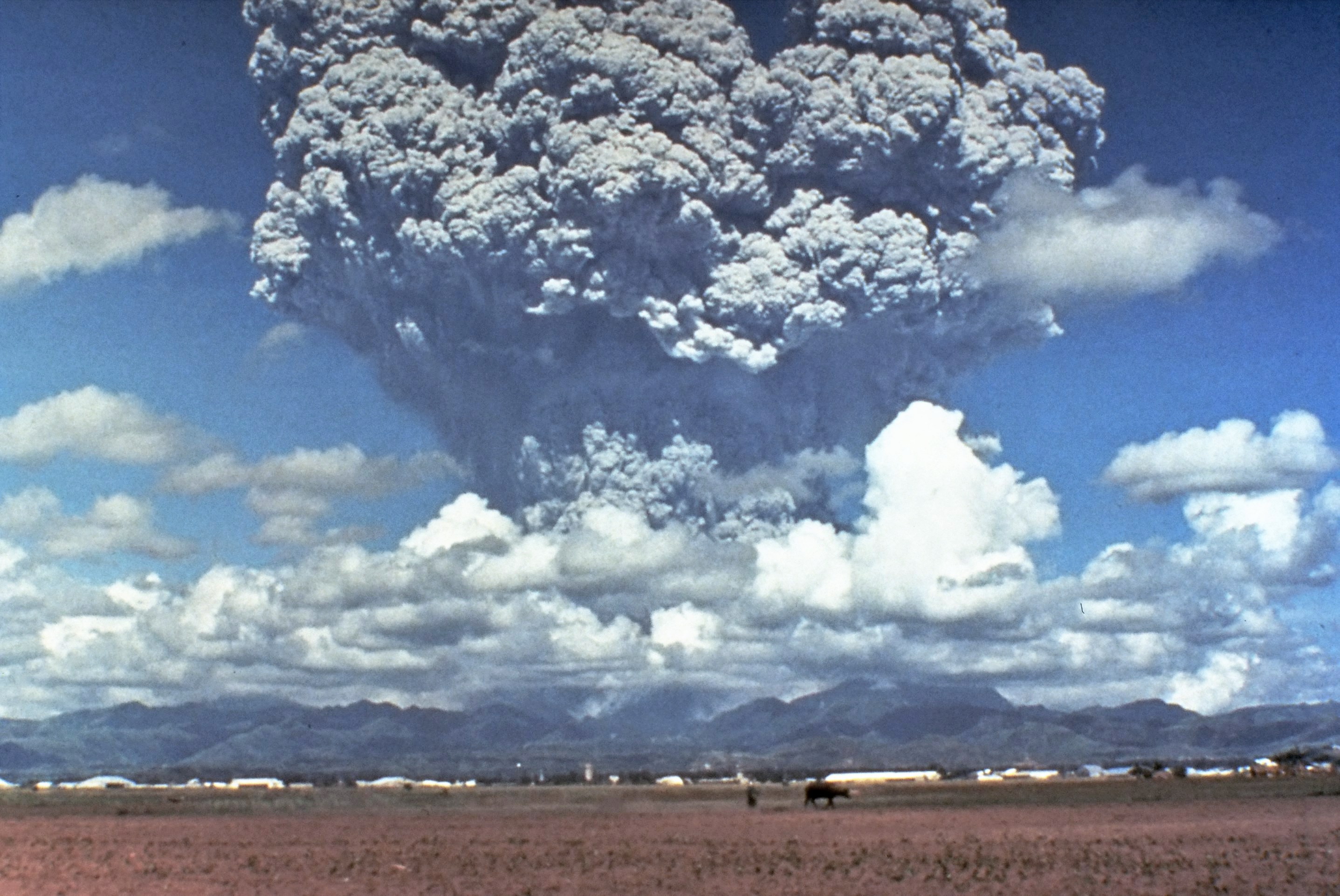
1991년 피나투보산 분화는 1912년 이후 가장 큰 분출이지만, 아래 목록의 분출들에 비하면 왜소하다.

화산 분출 시 용암, 화산탄, 재, 그리고 다양한 가스가 화산공과 열극에서 분출된다. 많은 분출이 직접적으로 주변 지역에만 위험을 가하지만, 지구의 가장 큰 분화는 특정 지역에, 심지어 전 세계적인 영향을 미칠 수 있으며 일부는 기후에 영향을 미치고 대량절멸을 일으키기도 한다. 화산 분출은 일반적으로 암석과 재의 갑작스러운 분출인 폭발식 분출 또는 비교적 온화한 용암 분출인 일출식 분출로 나눌 수 있다. 각 유형에 대하여 아래에 목록이 각각 따로 나열되어 있다.
아래 목록에 나열된 분화 외에도 지구의 역사 기간 많은 거대 분출이 있었다고 추정된다. 그러나 침식과 판 구조론이 그 피해를 지웠으며, 많은 분출은 지질학자들이 그 크기를 확립할 만큼 충분한 증거를 남기지 않았다. 여기에 나열된 분출에 대해서도 분출량 추정치는 상당한 불확실성을 가진다.

## 폭발식 분출
폭발식 분출에서는 마그마의 분출이 급격한 압력 해제로 발생하며, 종종 물질 내에 이전에 용해되어 있던 가스의 폭발도 같이 발생한다. 가장 유명하고 파괴적인 역사적 분출은 주로 이 유형에 속한다. 분출 단계는 단일한 하나의 분출로 구성될 수도 있고, 여러 날, 주 또는 달에 걸쳐 퍼져 있는 여러 분출의 연속으로 구성될 수도 있다. 폭발식 분출은 일반적으로 두껍고 점성이 높은 규장질 또는 고철질 마그마가 나오며, 수증기와 이산화 탄소와 같은 휘발성 물질이 많다. 화산쇄설암 물질이 주로 생성되며 일반적으로 응회암 형태이다. 74,000년 전 토바호 분출(최소 2,800 세제곱킬로미터 (670 cu mi)), 또는 62만 년 전 옐로스톤 분출(약 1,000 세제곱킬로미터 (240 cu mi))과 같은 규모의 분출은 전 세계적으로 50,000년에서 100,000년마다 발생한다.
| 화산—분출                                              | 연대 (백만년 단위) | 위치                                     | 부피 (km3)   | 설명 | 출처                                    |
| ------------------------------------------------------ | ------------------ | ---------------------------------------- | ------------ | --- | --------------------------------------- |
| 과라푸아바—타마라나—사루사스                           | 132                | 파라나-에텐데카 트랩                     | 8,600        | 분출의 성격은 논쟁 중이다. 파라나 지대는 지역 지질로 따지면 일출식 분출에 가깝다. 화산재 낙하 퇴적물은 발견되지 않았으며, 화산재 낙하 퇴적물이 발견된다면 분출된 부피는 나열된 것보다 2~3배 더 커질 수 있다. | [ 4 ]                                   |
| 산타 마리아—프리아                                     | ~132               | 파라나-에텐데카 트랩                     | 7,800        | 분출의 성격은 논쟁 중이다. 파라나 지대는 지역 지질로 따지면 일출식 분출에 가깝다. 화산재 낙하 퇴적물은 발견되지 않았으며, 화산재 낙하 퇴적물이 발견된다면 분출된 부피는 나열된 것보다 2~3배 더 커질 수 있다. | [ 4 ]                                   |
| 토바호 칼데라—가장 최근의 토바 응회암                  | 0.073              | 인도네시아 순다호                        | 2,000–13,200 | 최소 지난 백만 년 동안 지구에서 알려진 가장 큰 분출로, 대부분의 추정치는 2,800 km3로 보고 있으며, 인류의 개체군 병목현상의 원인으로도 추정된다. (참고: 토바 대재앙 이론)                                     | [ 8 ] [ 9 ] [ 10 ] [ 11 ] [ 12 ] [ 13 ] |
| 과라푸아바 —벤투라                                     | ~132               | 파라나-에텐데카 트랩                     | 7,600        | 분출의 성격은 논쟁 중이다. 파라나 지대는 지역 지질로 따지면 일출식 분출에 가깝다. 화산재 낙하 퇴적물은 발견되지 않았으며, 화산재 낙하 퇴적물이 발견된다면 분출된 부피는 나열된 것보다 2~3배 더 커질 수 있다. | [ 4 ]                                   |
| 플랫 랜딩 브룩 분출                                    | 466-465            | 플랫 랜딩 브룩 누층                      | 2,000–12,000 | 가장 크고 오래된 초화산 분출 중 하나이다. 이 분출이 하나의 단일한 분출이었는지는 중이다. 백만 년 이내에 여러 번의 2,000+ km3 규모 분출이 겹쳤을 가능성이 있다.                                               | [ 14 ] [ 15 ]                           |
| 샘 이그님브라이트 및 그린 응회암                       | 29.5               | 예멘                                     | 6,797–6,803  | 부피에는 5550 km3의 원거리 응회암이 포함된다. 이 추정치는 2~3배의 오차를 가질 수 있다. | [ 16 ]                                  |
| 고보보세브-메슘 화산 중심지—스프링복 석영래타이트 지층 | 132                | 파라나-에텐데카 트랩, 브라질 및 나미비아 | 6,340        | 분출의 성격은 논쟁 중이다. 파라나 지대는 지역 지질로 따지면 일출식 분출에 가깝다. 화산재 낙하 퇴적물은 발견되지 않았으며, 화산재 낙하 퇴적물이 발견된다면 분출된 부피는 나열된 것보다 2~3배 더 커질 수 있다. | [ 17 ]                                  |
| 와와스프링스 응회암                                    | 30.06              | 인디언 피크-칼리엔테 칼데라 복합체       | 5,500–5,900  | 인디언 피크-칼리엔테 칼데라 복합체 중 가장 크며, 가장 두꺼운 곳은 4,000 m 이상 두께의 용암류가 있다. | [ 18 ] [ 10 ]                           |
| 카시아스 두 술—그루트베르흐                            | ~132               | 파라나-에텐데카 트랩                     | 5,650        | 분출의 성격은 논쟁 중이다. 파라나 지대는 지역 지질로 따지면 일출식 분출에 가깝다. 화산재 낙하 퇴적물은 발견되지 않았으며, 화산재 낙하 퇴적물이 발견된다면 분출된 부피는 나열된 것보다 2~3배 더 커질 수 있다. | [ 4 ]                                   |
| 라가리타 칼데라—피시캐니언 응회암                      | 27.8               | 미국 콜로라도주 산후안 화산지대          | 5,000        | 약 2600만 년에서 3500만 년 전 사이에 형성된 산후안 화산지대 및 주변 지역에서 발생한 최소 20개의 대규모 칼데라 형성 분출 중 하나이다.                                                                         | [ 19 ] [ 20 ]                           |
| 룬드 응회암                                            | 29.2               | 인디언 피크-칼리엔테 칼데라 복합체       | 4,400        | 제3기 중반 이그님브라이트 폭발 중 가장 큰 분출 중 하나인 화이트 록 칼데라를 형성했다. | [ 18 ]                                  |
| 자쿠이—고보보세브 II                                   | ~132               | 파라나-에텐데카 트랩                     | 4,350        | 분출의 성격은 논쟁 중이다. 파라나 지대는 지역 지질로 따지면 일출식 분출에 가깝다. 화산재 낙하 퇴적물은 발견되지 않았으며, 화산재 낙하 퇴적물이 발견된다면 분출된 부피는 나열된 것보다 2~3배 더 커질 수 있다. | [ 4 ]                                   |
| 오리뉴스—코라세브                                      | ~132               | 파라나-에텐데카 트랩                     | 3,900        | 분출의 성격은 논쟁 중이다. 파라나 지대는 지역 지질로 따지면 일출식 분출에 가깝다. 화산재 낙하 퇴적물은 발견되지 않았으며, 화산재 낙하 퇴적물이 발견된다면 분출된 부피는 나열된 것보다 2~3배 더 커질 수 있다. | [ 4 ]                                   |
| 자발쿠라아 응회암                                      | 29.6               | 예멘                                     | 3,797–3,803  | 부피 추정치는 2~3배의 오차를 가질 수 있다. | [ 16 ]                                  |
| 윈도우즈버트 응회암                                    | 31.4               | 미국 네바다주 중부 윌리엄스 능선         | 3,500        | 제3기 중반 이그님브라이트 폭발의 일부이다. | [ 21 ] [ 22 ]                           |
| 아니타 가리발디—비컨                                   | ~132               | 파라나-에텐데카 트랩                     | 3,450        | 분출의 성격은 논쟁 중이다. 파라나 지대는 지역 지질로 따지면 일출식 분출에 가깝다. 화산재 낙하 퇴적물은 발견되지 않았으며, 화산재 낙하 퇴적물이 발견된다면 분출된 부피는 나열된 것보다 2~3배 더 커질 수 있다. | [ 4 ]                                   |
| 옥사야 이그님브라이트                                  | 19                 | 칠레                                     | 3,000        | 원래는 별개로 여겨졌던 많은 이그님브라이트의 지역적 연관성이 보여 하나의 분화로 묶여졌다. | [ 23 ]                                  |
| 가켈 해령 칼데라                                       | 1.1                | 가켈 해령                                | 3,000        | 해령 바로 위에 있는 유일한 알려진 초화산이다. |                                         |
| 그레이스 랜딩 초분출                                   | 8.72               | 미국 아이다호 남부                       | >2,800       | 이전에 알려지지 않은 옐로스톤 열점 초분출 2개 중 하나이자 가장 큰 옐로스톤 분출이다. | [ 24 ]                                  |
| 파카나 칼데라—아타나 이그님브라이트                    | 4                  | 칠레                                     | 2,800        | 재생 칼데라를 형성했다. | [ 25 ]                                  |
| 망가키노 칼데라—키드내퍼스 이그님브라이트              | 1.01               | 뉴질랜드 타우포 화산지대                 | 2,760        | | [ 26 ]                                  |
| 이프타르 알칼브—테프라 4 W                             | 29.5               | 아프로-아라비아                          | 2,700        | | [ 4 ]                                   |
| 옐로스톤 칼데라—허클베리릿지 응회암                    | 2.059              | 옐로스톤 열점                            | 2,450–2,500  | 기록상 가장 큰 옐로스톤 분출 중 하나이다. | [ 27 ] [ 9 ]                            |
| 노히 유문암—게로 화산재류층                            | 70                 | 일본 혼슈                                | 2,200        | 노히 유문암 총 부피는 7,000 km3 이상이며(7천만 년 ~ 7천2백만 년 전), 게로 화산재류층이 가장 크다. | [ 28 ]                                  |
| 와카마루                                               | 0.254              | 뉴질랜드 타우포 화산지대                 | 2,000        | 후기 제4기 시기 분출 중 남반구에서 가장 크다. | [ 29 ]                                  |
| 팔마스 BRA-21—베렐드센드                               | 29.5               | 파라나-에텐데카 트랩                     | 1,900        | 분출의 성격은 논쟁 중이다. 파라나 지대는 지역 지질로 따지면 일출식 분출에 가깝다. 화산재 낙하 퇴적물은 발견되지 않았으며, 화산재 낙하 퇴적물이 발견된다면 분출된 부피는 나열된 것보다 2~3배 더 커질 수 있다. | [ 4 ]                                   |
| 킬고어 응회암                                          | 4.3                | 미국 아이다호주 킬고어 인근              | 1,800        | 하이스 화산지대의 마지막 분출이다. | [ 30 ]                                  |
| 맥멀런 초분출                                          | 8.99               | 미국 아이다호주 남부                     | >1,700       | 이전에 알려지지 않은 옐로스톤 열점 분출 2개 중 하나이다. | [ 24 ]                                  |
| 사나아 이그님브라이트—테프라 2W63                      | 29.5               | 아프로-아라비아                          | 1,600        | | [ 4 ]                                   |
| 다이케 및 밀브리그                                     | 454                | 잉글랜드, 북유럽 및 미국 동부의 노출대   | 1,509        | 보존된 가장 오래된 대규모 분출 중 하나이다. | [ 5 ] [ 31 ] [ 32 ]                     |
| 블랙테일 응회암                                        | 6.5                | 미국 아이다호주 블랙테일                 | 1,500        | 하이스 화산지대의 여러 분출 중 첫 번째 분화이다. | [ 30 ]                                  |
| 망가키노 칼데라—록키 힐                                | 1                  | 뉴질랜드 타우포 화산지대                 | 1,495        | | [ 26 ]                                  |
| 아소 칼데라                                            | 0.087              | 일본 규슈                                | 930–1,860    | 아소-4 이그님브라이트 | [ 13 ]                                  |
| 에모리 칼데라—닐링눈 응회암                            | 33                 | 모골론-다틸 화산지대                     | 1,310        | | [ 33 ]                                  |
| 오미네-오다이 칼데라—무로 화산쇄설류                   | 13.7               | 일본 혼슈                                | 1,260        | 1300만 년에서 1500만 년 전에 일본 남서부에서 발생한 대규모 분출의 일부이다. | [ 34 ]                                  |
| 팀버산 응회암                                          | 11.6               | 미국 네바다주 남서부                     | 1,200        | 또 다른 구성체로 900 입방 km의 응회암도 같이 있다. | [ 35 ]                                  |
| 페인트브러시 응회암 (토노파스프링 지층)                | 12.8               | 네바다 남서부                            | 1,200        | 페인트브러시 응회암의 다른 구성체로 1000 km3 부피의 응회암 (티바캐니언 지층)과 관련이 있다. | [ 35 ]                                  |
| 학사—카펜터릿지 응회암                                 | 28                 | 산후안 화산지대                          | 1,200        | 약 2600만 년에서 3500만 년 전 사이에 형성된 산후안 화산지대 및 주변 지역에서 발생한 최소 20개의 대규모 칼데라 형성 분출 중 하나이다.                                                                         | [ 20 ]                                  |
| 버섬—아파치스프링스 응회암                             | 28.5               | 모골론-다틸 화산지대                     | 1,200        | 1050 km3의 응회암인 블러드굿 캐년 응회암과 관련이 있다. | [ 36 ]                                  |
| 타우포 화산—오루아누이 분출                            | 0.027              | 뉴질랜드 타우포 화산지대                 | 1,170        | 가장 최근의 VEI 8 분출이다. | [ 37 ]                                  |
| 망가키노 칼데라—옹가티티-망가테와이티                  | 1.21               | 뉴질랜드 타우포 화산지대                 | 1,150        | | [ 26 ]                                  |
| 와일리야스 이그님브라이트                              | 15                 | 볼리비아                                 | 1,100        | 중앙 안데스산맥 융기의 절반 이전에 발생했다. | [ 38 ]                                  |
| 버섬—블러드굿캐니언 응회암                             | 28.5               | 모골론-다틸 화산지대                     | 1,050        | 1200 km3의 응회암인 아파치스프링스 응회암과 관련이 있다. | [ 36 ]                                  |
| 오쿠에야마 칼데라                                      | 13.7               | 규슈, 일본                               | 1,030        | 1300만 년에서 1500만 년 전에 일본 남서부에서 발생한 대규모 분출의 일부이다. | [ 34 ]                                  |
| 옐로스톤 칼데라—라바크릭 응회암                        | 0.639              | 옐로스톤 열점                            | 1,000        | 옐로스톤 국립공원 지역에서 마지막으로 발생한 대규모 분출로, 추정 에너지량은 875,000 메가톤의 TNT 등가물이다.                                                                                                 | [ 39 ] [ 9 ] [ 10 ]                     |
| 아와사 칼데라                                          | 1.09               | 에티오피아 대단층대                      | 1,000        | | [ 40 ]                                  |
| 세로 갈란                                              | 2.2                | 아르헨티나 카타마르카주                  | 1,000        | 타원형 칼데라는 폭이 약 35 km이다. | [ 41 ]                                  |
| 페인트브러시 응회암 (티바캐니언 지층)                  | 12.7               | 미국 네바다주 남서부                     | 1,000        | 페인트브러시 응회암의 다른 구성원으로서 1200 km3 응회암 (토포파스프링 지층)과 관련이 있다. | [ 35 ]                                  |
| 산후안—사피네로메사 응회암                             | 28                 | 산후안 화산지대                          | 1,000        | 약 2600만 년에서 3500만 년 전 사이에 형성된 산후안 화산지대 및 주변 지역에서 발생한 최소 20개의 대규모 칼데라 형성 분출 중 하나이다.                                                                         | [ 20 ]                                  |
| 엄컴파그레—딜런 및 사피네로메사 응회암                 | 28.1               | 산후안 화산지대                          | 1,000        | 약 2600만 년에서 3500만 년 전 사이에 형성된 산후안 화산지대 및 주변 지역에서 발생한 최소 20개의 대규모 칼데라 형성 분출 중 하나이다.                                                                         | [ 20 ]                                  |
| 플라토로—치키토피크 응회암                             | 28.2               | 산후안 화산지대                          | 1,000        | 약 2600만 년에서 3500만 년 전 사이에 형성된 산후안 화산지대 및 주변 지역에서 발생한 최소 20개의 대규모 칼데라 형성 분출 중 하나이다.                                                                         | [ 20 ]                                  |
| 프린스턴산—월마운틴 응회암                             | 35.3               | 미국 콜로라도주 39마일 화산 지역         | 1,000        | 플로리상 화석 지대 국립 기념물의 뛰어난 보존에 기여했다. | [ 42 ]                                  |
| 아이라 칼데라                                          | 0.03               | 일본 규슈                                | 940–1,040    | 오스미 부석 낙하 퇴적물과 이토 이그님브라이트, 아이라-탄자와 화산재 낙하 퇴적물로 구성되어 있다. | [ 13 ]                                  |

## 일출식 분출

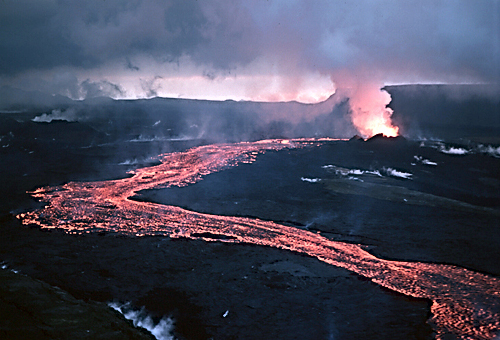
1984년 크라플라산의 용암 분출

일출식 분출은 큰 폭발보다는 비교적 온화하고 꾸준한 용암 분출을 보인다. 이 분화는 수년 또는 수십 년 동안 지속될 수 있으며, 광범위한 유동성 고철질 용암 흐름을 생성한다. 예를 들어, 하와이의 킬라우에아산은 1983년부터 2018년까지 계속 분출하여 2.7 km3 (1 cu mi)의 용암을 생성하고 100 km2 (40 mi2) 이상 면적을 덮었다. 겉으로는 무해해 보이지만, 일출식 분출은 폭발식 분출만큼 위험할 수 있다. 역사상 가장 큰 일출식 분출 중 하나는 1783년에서 1784년 사이에 아이슬란드에서 발생한 라키산 분출로, 약 15 km3 (4 cu mi)의 용암을 생성하고 아이슬란드 인구의 5분의 1이 사망했다. 그로 인한 기후 변화는 다른 지역에서도 수백만 명의 사망자를 발생시켰을 수 있다. 이보다 더 큰 분출은 약 934년경 카틀라의 엘드그자 분출로 18 km3 (4 cu mi)의 용암이 분출되었고, 약 기원전 6700년경 바우르다르붕카산의 시오르사르라우른 용암 분출로 25 km3 (6 cu mi)의 용암이 분출되었는데, 후자는 지난 10,000년 동안 가장 큰 일출식 분출이다. 이 분출의 용암 지대 넓이는 각각 라키 565 km2, 엘드그자 700 km2, 시오르사르라우른 950 km2이다.
| 분출                                  | 연대 (백만 년) | 위치                           | 부피 (km3)   | 설명                                                                     | 참고문헌 |
| ------------------------------------- | -------------- | ------------------------------ | ------------ | ------------------------------------------------------------------------ | -------- |
| 마하발레슈와르–라자문드리 트랩 (상부) | 64.8           | 인데칸 트랩                    | 9,300        |                                                                          | [ 4 ]    |
| 왑실라 능선류                         | ~15.5          | 미국 컬럼비아강 현무암군       | 5,000–10,000 | 이 현무암군은 총 8~10개의 용암류로 구성되며 총 부피는 약 50,000 km3이다. | [ 47 ]   |
| 맥코이캐년류                          | 15.6           | 미국 컬럼비아강 현무암군       | 4,300        |                                                                          | [ 47 ]   |
| 움타눔류                              | ~15.6          | 미국 컬럼비아강 현무암군       | 2,750        | 총 부피가 5,500 km3인 두 개의 용암류로 구성되어 있다.                    | [ 4 ]    |
| 샌드할로우류                          | 15.3           | 미국 컬럼비아강 현무암군       | 2,660        |                                                                          | [ 4 ]    |
| 프루이트드로우류                      | 16.5           | 미국 컬럼비아강 현무암군       | 2,350        |                                                                          | [ 47 ]   |
| 뮤지엄류                              | 15.6           | 미국 컬럼비아강 현무암군       | 2,350        |                                                                          | [ 47 ]   |
| 무나리데사이트                        | 1591           | 오스트레일리아 골러산맥 화산암 | 2,050        | 보존된 가장 오래된 대규모 분출 중 하나이다.                              | [ 4 ]    |
| 로살리아류                            | 14.5           | 미국 컬럼비아강 현무암군       | 1,900        |                                                                          | [ 4 ]    |
| 조셉크릭류                            | 16.5           | 미국 컬럼비아강 현무암군       | 1,850        |                                                                          | [ 47 ]   |
| 긴고 현무암대                         | 15.3           | 미국 컬럼비아강 현무암군       | 1,600        |                                                                          | [ 4 ]    |
| 캘리포니아크릭–에어웨이하이츠류       | 15.6           | 미국 컬럼비아강 현무암군       | 1,500        |                                                                          | [ 47 ]   |
| 스템버크릭류                          | 15.6           | 미국 컬럼비아강 현무암군       | 1,200        |                                                                          | [ 47 ]   |

## 거대 화성암 지대

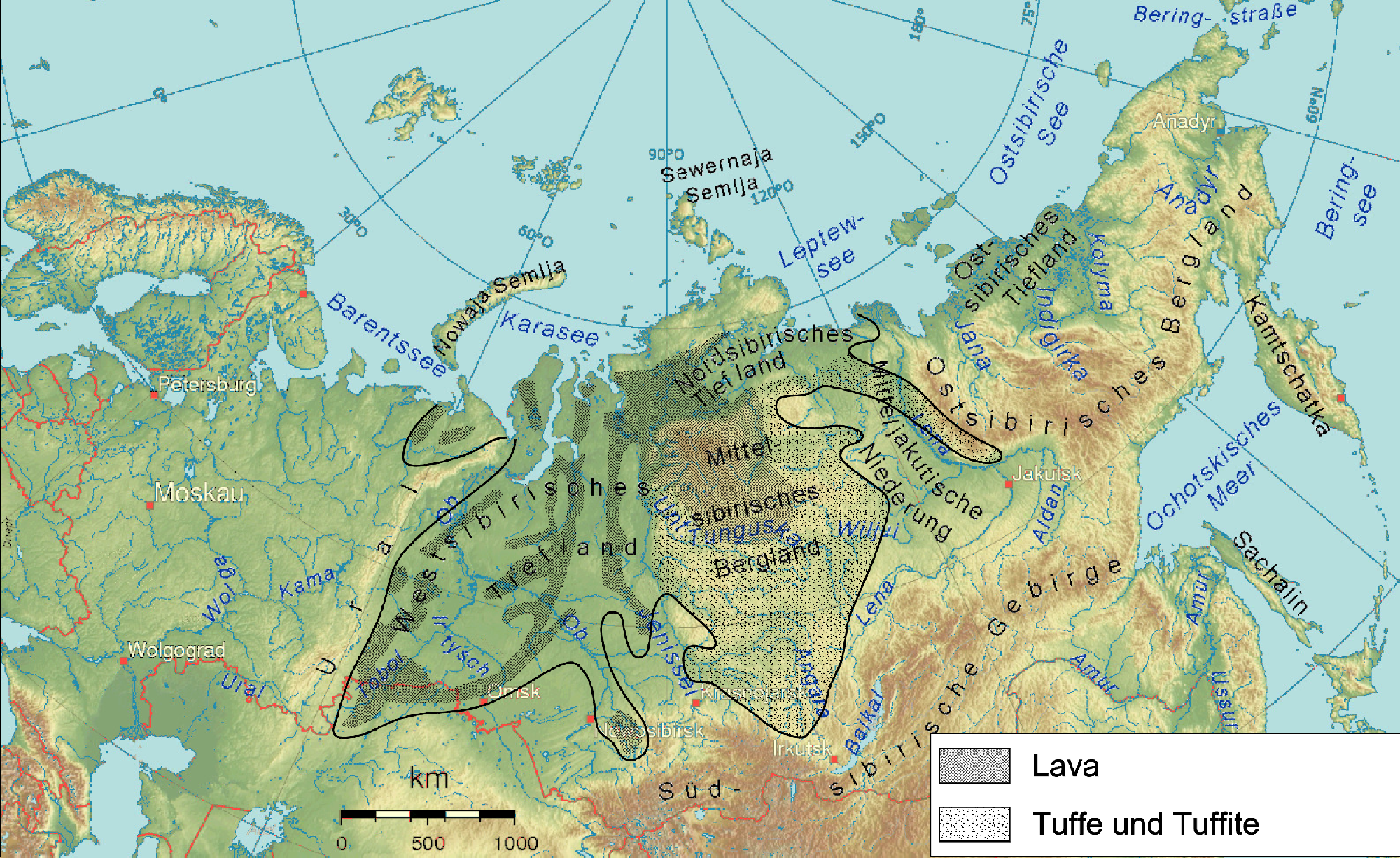
시베리아 트랩 거대 화성암 지대의 범위 (독일어 지도)

과거에 거대 화성암 지대라고 불리는 매우 활발한 화산 활동 기간은 거대한 해대와 범람 현무암을 생성했다. 이들은 수백 개의 대규모 분출로 구성할 수 있으며, 총 수백만 입방 킬로미터의 용암을 생성한다. 인류 역사상 대규모 범람 현무암 분출은 없었으며, 가장 최근의 분출은 1천만 년 이상 전에 발생했다. 이들은 종종 지질 기록에서 판게아와 같은 초대륙의 분열과 관련이 있으며, 여러 대량절멸도 일으켰을 수 있다. 대부분의 거대 화성암 지대는 구성 분출의 크기를 확실히 측정할 만큼 충분히 철저하게 연구되지 않았거나, 이를 가능하게 할 만큼 충분히 잘 보존되지 않았다. 따라서 위에 나열된 많은 분출은 파라나-에텐데카 트랩과 컬럼비아강 현무암군이라는 단 두 개의 거대 화성암 지대에서 나온 것이다. 후자는 가장 최근에 형성된 거대 화성암 지대이며, 가장 작은 지대 중 하나이기도 하다. 여기에 주어진 목록에서 누락되었을 수 있는 대규모 분출이 얼마나 많은지 보여주기 위해 거대 화성암 지대 목록을 아래에 따로 나열한다.
| 화성암 지대                      | 연대 (백만 년) | 위치                                                                                 | 부피 (백만 km3) | 설명 | 참고문헌             |
| -------------------------------- | -------------- | ------------------------------------------------------------------------------------ | --------------- | --- | -------------------- |
| 온통 자바–마니히키–히쿠랑이 해대 | 121            | 서남태평양                                                                           | 59–77           | 지구상에서 가장 큰 화성암체로, 나중에 세 개의 넓게 분리된 해대로 분리되었으며 네 번째 구성 요소는 현재 남아메리카에 부착되었다고 추정된다. 루이빌 열점과 관련이 있을 수 있다.           | [ 49 ] [ 50 ] [ 51 ] |
| 케르겔렌 해대–브로큰리지         | 112            | 남인도양 케르겔렌 제도                                                               | 17              | 케르겔렌 열점과 관련이 있다. 부피는 브로큰리지와 남부 및 중앙 케르겔렌 해대(1억 2천만 년에서 9천5백만 년 전 생성)를 포함하며, 북부 케르겔렌 해대(4천만 년 이후 생성)는 포함하지 않는다. | [ 52 ] [ 53 ]        |
| 북대서양 화산암 지대             | 55.5           | 북대서양                                                                             | 6.6             | 아이슬란드 열점과 관련이 있다. | [ 5 ] [ 54 ]         |
| 제3기 중반 이그님브라이트 폭발   | 32.5           | 미국 남서부, 대부분 콜로라도, 네바다, 유타, 뉴멕시코 지역                            | 5.5             | 대부분 안산암에서 유문암으로 폭발성(0.5 백만 km3)에서 일출성(5 백만 km3) 분출, 2천5백만 년 ~ 4천만 년 전. 산후안 화산지대를 포함한 많은 화산 중심지를 포함한다.                         | [ 55 ]               |
| 카리브 대규모 화산암 지대        | 88             | 카리브-콜롬비아 해양 고원                                                            | 4               | 갈라파고스 열점과 관련이 있다. | [ 56 ]               |
| 시베리아 트랩                    | 249.4          | 러시아 시베리아                                                                      | 1–4             | 육지에서 발생한 대규모 용암 분출로, 사상 최대의 대량절멸 사건인 페름기-트라이아스기 대량절멸의 원인으로 여겨진다.                                                                       | [ 57 ]               |
| 카루-페라르                      | 183            | 주로 남아프리카 및 남극 지역. 그 외 남아메리카, 인도, 호주 및 뉴질랜드 지역도 포함됨 | 2.5             | 곤드와나가 분열되면서 형성되었다. | [ 58 ]               |
| 파라나-에텐데카 트랩             | 133            | 브라질/앙골라 및 나미비아                                                            | 2.3             | 트리스탄 열점과 관련이 있다. | [ 59 ] [ 60 ]        |
| 중앙 대서양 마그마 지대          | 200            | 로라시아 대륙                                                                        | 2               | 트라이아스기-쥐라기 멸종 사건의 원인으로 여겨진다. 판게아가 분열되면서 형성되었다. | [ 61 ]               |
| 데칸 트랩                        | 66             | 데칸고원, 인도                                                                       | 1.5             | 인도 서중부의 거대 화성암 지대로, 백악기-고진기 대량절멸의 원인 중 하나로 여겨진다. 레위니옹 열점과 관련이 있다.                                                                        | [ 62 ] [ 63 ]        |
| 어메이산 트랩                    | 256.5          | 중국 남서부                                                                          | 1               | 시베리아 트랩과 함께 페름기-트라이아스기 대량절멸에 기여했다고 추정된다. | [ 64 ]               |
| 코퍼마인 강군                    | 1267           | 매켄지 대규모 화성암 지대/캐나다 순상지                                              | 0.65            | 최소 150개의 개별 용암류로 구성된다. | [ 65 ]               |
| 에티오피아-예멘 대륙 범람현무암  | 28.5           | 에티오피아/예멘/아파르, 아라비아-누비아 순상지                                       | 0.35            | 규장질, 폭발성 응회암과 관련이 있다. | [ 66 ] [ 67 ]        |
| 컬럼비아강 현무암군              | 16             | 태평양 북서부, 미국                                                                  | 0.18            | 수로화된 스카블랜드의 미줄라 대홍수로 잘 노출되었다. | [ 68 ]               |

## 같이 보기
- 대량절멸
- 범람 현무암 지대 목록
- 홀로세 시기 거대 화산 분화 목록
- 아이슬란드의 화산 분출 목록
- 지구의 충돌구 목록
- 지진 목록
- 초화산
- 화산 분출 유형